# Friedrich Schwarz
Friedrich Schwarz (ur.w  1880, zm. ?) – szermierz (szpadzista i szablista) reprezentujący Cesarstwo Niemieckie, uczestnik letnich igrzysk olimpijskich w 1912 roku.
W 1911 r. Schwarz był zaangażowany w założenie Niemieckiego Związku Szermierczego gdzie został członkiem w pierwszym zarządzie związku. 